# Illes Formigues
Illes Formigues är öar i Spanien.   De ligger i regionen Katalonien, i den östra delen av landet, 600 km öster om huvudstaden Madrid. 